# Lecidella elaeochroma
Lecidella elaeochroma ist eine in Mitteleuropa häufige epiphytische Flechtenart aus der Familie der Lecanoraceae.

## Beschreibung
Lecidella elaeochroma ist eine Krustenflechte, das heißt ihr Lager (Thallus) liegt eng auf der Unterlage auf. Das Lager ist weißlich, grau, graugrünlich, oliv oder gelblich. Häufig ist es auch durch Schneckenfraß beschädigt und dann grünlich. Die Struktur des Lagers ist glatt bis körnig. Oft ist es schwach glänzend oder auch durch ein schwarzes Vorlager begrenzt. Das Lager kann mitunter sorediös aufgelöst sein. Es erreicht Durchmesser von 1 bis 3 cm.
Die Apothecien erreichen zwischen 0,4 und 1,0 mm Durchmesser. Deren Scheiben sind schwarz bis dunkel rotbraun und sehr selten bereift. Die Apothecien sind flach bis stark gewölbt und können deformiert sein. Ihr Rand ist schwarz und glatt. Insgesamt ist die Erscheinungsform dieser Flechtenart sehr formenreich.
Die Photobionten sind coccoide (kokkale Organisationsstufe) Grünalgen, zu denen beispielsweise Trebouxia gehört.

## Verbreitung
Das Verbreitungsgebiet reicht in Europa von der borealen Zone bis ins Mittelmeergebiet. Die Flechte ist auch aus Nordamerika und aus den Tallagen des Altaigebirges nachgewiesen.
Die Flechte wächst vorwiegend auf glatten Borken (vor allem auf Gemeiner Esche, Walnuss und Hainbuche). Sie findet sich sowohl in Wäldern als auch an freistehenden Laubbäumen und ist ziemlich häufig.